# Maximilien Ier (électeur de Bavière)
Pour les articles homonymes, voir Maximilien Ier.
Maximilien Ier, né le 17 avril 1573 à Munich et mort le 27 septembre 1651 à Ingolstadt, est un prince de la maison de Wittelsbach, fils du duc Guillaume V de Bavière et de Renée de Lorraine. Il est duc de Bavière à partir de 1597 et dès 1623 l'un des princes-électeurs du Saint-Empire romain. 
En tant que souverain absolu, Maximilien a mené une politique générale de réformes structurelles visant à améliorer le niveau de performances économiques et à dégager des marges dans le domaine de la politique étrangère. Représentant éminent de la Contre-Réforme et de la Réforme catholique, il fut un des principaux protagonistes de la guerre de Trente Ans.

## Famille et enfance
Né à la résidence de Munich, Maximilien est le fils du prince Guillaume V de Wittelsbach (1548-1626), duc de Bavière à partir de 1579, et de son épouse Renée (Renata), fille du duc François Ier de Lorraine. Parmi ses jeunes frères et sœurs figurent notamment :
- Marie-Anne (1574-1616) qui en 1600 épouse l'archiduc Ferdinand II d'Autriche, le futur empereur ;
- Philippe-Guillaume (1576-1598), prince-évêque de Ratisbonne et cardinal ;
- Ferdinand (1577-1650), prince-électeur et archevêque de Cologne, prince-évêque de Hildesheim, Liège, Münster et Paderborn, ainsi que duc de Westphalie.

Il est éduqué soigneusement par les jésuites, qui lui inculquent un profond attachement pour la foi catholique. Il étudie au collège d'Ingolstadt à partir de 1587, et s'y lie d'une profonde amitié pour l'archiduc Ferdinand de Habsbourg, un cousin de l'empereur Rodolphe II, de cinq ans plus jeune que lui. Leur relation, cependant, ne fut pas exempte de tensions : bien qu'il provient de la branche collatérale des Habsbourg en Autriche intérieure, Ferdinand affirme qu'il serait de rang supérieur ; d'autre part, Maximilien était plus intelligent et habile. Trois décennies plus tard, en 1619, Ferdinand deviendra empereur du Saint-Empire.
En février 1594, Maximilien entame un Grand Tour qui l'avait conduit à la cour impériale de Prague, au Saint-Siège à Rome, à différentes cours des princes en Italie, et également à Nancy en Lorraine où il courtisait sa cousine la princesse Élisabeth (1574-1635), une fille du duc Charles III et nièce de sa mère Renée. 

## Gouvernement en Bavière
Lorsque son père entre en religion et lui transmet le pouvoir en 1597, il se consacre consciencieusement aux affaires de l’État, en se faisant aider et conseiller, et engage des réformes prudentes. En 1616, il dote son duché d’une législation, en matière de droit, de police, de justice, d’exorcisme et il réorganise complètement son armée avec le concours de Jean t'Serclaes, comte de Tilly qui en assume le commandement. Il encourage l'éducation y compris celle des filles, offrant à Munich une grande maison à Mary Ward pour qu'elle y ouvre une école pour filles (1627).
En 1607, il intervient à Donauworth où protestants et catholiques s’opposent violemment, et garde le contrôle de la ville. Ces événements suscitent la création de l’union évangélique contre laquelle il fonde, en 1609, la Sainte Ligue Catholique. La Bavière est le plus puissant des États confédérés de cette ligue, qui comprend notamment, les trois électorats ecclésiastiques de Trèves, Mayence et Cologne. Il tient à en tenir éloigné l'empereur dont il redoute un accroissement de puissance, comme il s’oppose à son intervention dans des affaires de succession en Autriche. Cependant, il accepte que Ferdinand de Styrie devienne archiduc d'Autriche et le soutient à l’élection impériale.
Il est le premier grand collectionneur de la famille Wittelsbach accordant sa préférence à la peinture d'Albert Dürer dont il acquiert onze œuvres.

## Guerre de Trente Ans

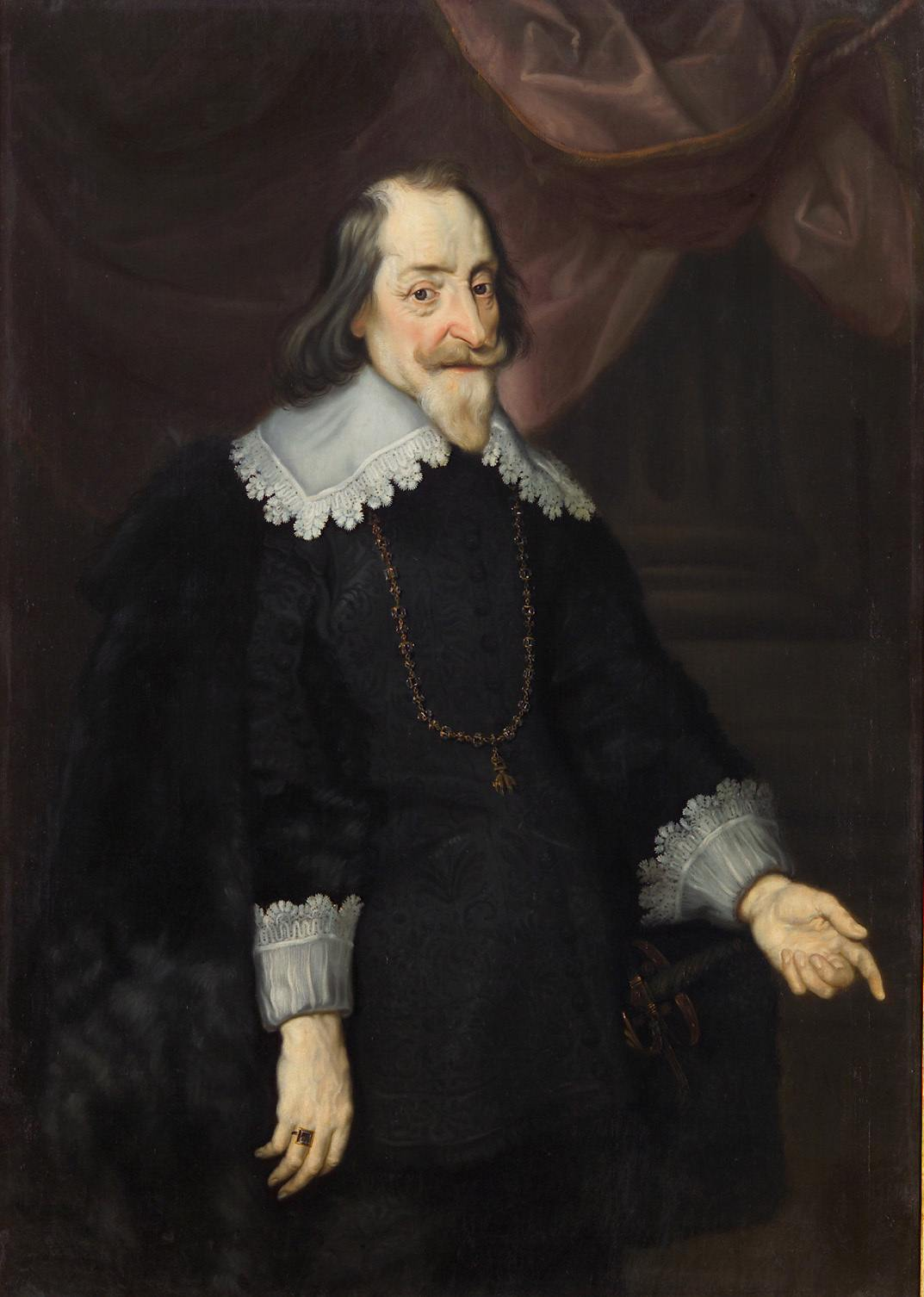
Maximilien Ier, électeur de Bavière, portrait de Joachim von Sandrart (1643).

Lorsque la guerre éclate en Bohême, il signe avec Ferdinand II, au nom de la ligue, un traité à Munich le 8 octobre 1619 aux termes duquel il lui dépêche une armée de 30 000 hommes dirigée par Tilly. Nommé « commissaire impérial » chargé d'écraser la révolte de Bohême, tout comme le prince-électeur de Saxe, il prend possession, en passant, de la Haute-Autriche que Ferdinand lui concède pour ses frais. Le 8 novembre, il vainc les révoltés à la Montagne Blanche, près de Prague et se rend maître ensuite, sans grandes difficultés, du Haut-Palatinat. En remerciement, il obtint en 1623 la dignité électorale dont avait été déchu Frédéric V et les terres de celui-ci pour complément de ses frais de guerre.
Cependant, Ferdinand II, tout en essayant d'extirper le protestantisme de l'Allemagne, tente également d'imposer son pouvoir absolu, avec l'aide militaire de Wallenstein. Maximilien s'y oppose et obtient en 1630, à la diète de Ratisbonne, le renvoi de Wallenstein qui, à son sens, est beaucoup trop puissant. À partir de ce moment, celui-ci devient son ennemi juré. Après la défaite de Tilly sur la Lech en avril 1632, et sa mort peu de temps après, le duc s'enfuit de Munich devant l'avancée des Suédois et Wallenstein, que l'empereur a rappelé en urgence, ne lève pas le petit doigt pour l'aider. C'est à la mort de ce dernier et à la victoire de Nördlingen en 1634 qu'il renoue avec le succès.
En fait, pendant la dernière période de la guerre de Trente Ans, ses troupes se distinguent contre les Français, avec deux généraux de valeur (Mercy et Werth). Mais le pays souffre beaucoup de dévastations de la part des Suédois et des Français. C'est pourquoi Maximilien, qui souhaite ardemment la fin de la guerre, conclut en 1647 la trêve d'Ulm avec la France et la Suède, et se réconcilie avec l'empereur. Les traités de Westphalie confirment sa dignité électorale et sa possession du Haut-Palatinat.
Vers la fin de sa vie, après avoir œuvré pour relever son pays des ruines du conflit, il se retire progressivement de la vie publique, se consacrant presque exclusivement à la dévotion.
Le roi Louis Ier de Bavière fit ériger par Thorvaldsen, en 1839, une superbe statue équestre de Maximilien Ier sur la Wittelsbacher Platz à Munich.

## Mariages et enfants
Maximilien Ier fut marié en premières noces le 6 février 1595 à sa cousine Élisabeth de Lorraine (1574-1635), fille de Charles III, duc de Lorraine et de Claude de France, mais il n'en eut pas de postérité. 

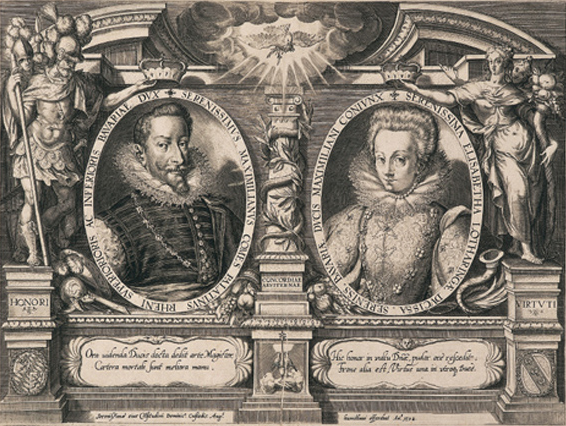
Maximilien Ier, duc de Bavière et sa première épouse Élisabeth de Lorraine.

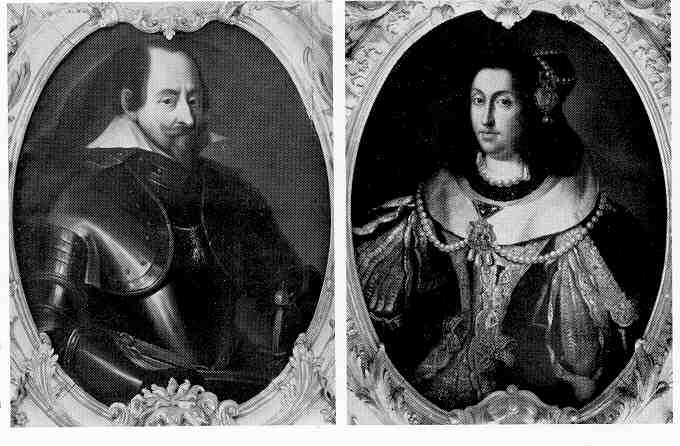
Maximilien Ier, électeur de Bavière et sa seconde épouse, Marie-Anne d'Autriche.

Sans enfant de son premier mariage et la guerre de Trente Ans faisant rage, il décida malgré ses 62 ans de renforcer sa dynastie et les liens déjà proches avec la Maison Impériale et épousa en secondes noces, l'archiduchesse Marie-Anne d'Autriche, fille de Ferdinand II et de sa sœur Marie-Anne de Bavière qui lui donna deux fils :
- Ferdinand-Marie de Bavière qui lui succéda et fut marié dès 1652 à Henriette-Adélaïde de Savoie : ils sont les arrière-grands-parents paternels du roi de France Louis XV ;
- Maximilien-Philippe de Bavière-Leuchtenberg (en) qui épousa à Château-Thierry en 1668, Mauricette-Fébronie de La Tour d'Auvergne, fille de Frédéric Maurice de La Tour d'Auvergne-Bouillon.